# Perrecy-les-Forges
Perrecy-les-Forges este o comună în departamentul Saône-et-Loire, Franța. În 2009 avea o populație de 1.726 de locuitori.

## Evoluția populației
| An        | 1975  | 1982  | 1990  | 1999  | 2006  | 2009  |
| --------- | ----- | ----- | ----- | ----- | ----- | ----- |
| Populație | 2.175 | 2.205 | 2.023 | 1.823 | 1.707 | 1.726 |